# Koloniale Orde van de Ster van Italië

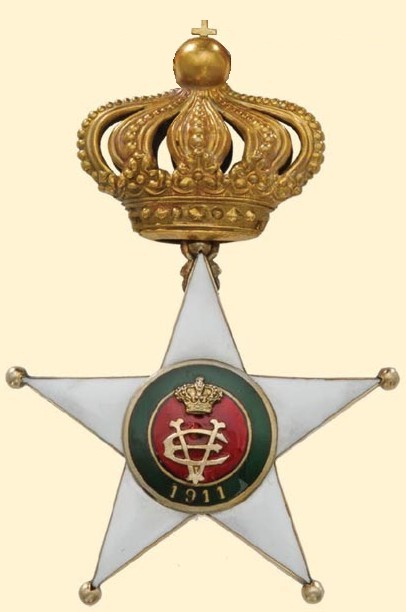
Orde van de Ster van Italië

De Koloniale Orde van de Ster van Italië (Italiaans: "Ordine Coloniale della Stella d'Italia") werd op 18 juni 1914 door Koning Victor Emanuel III ingesteld als een Koloniale Orde en was vooral voor de militaire inzet in de kolonie Italiaans-Libië bedacht.
De Orde kende vijf rangen en het aantal leden was in de statuten vastgelegd op:
- 150 Ridders
- 50 Officieren
- 20 commandeurs
- 7 Grootofficieren en
- 4 Grootkruisen

Na 1943, de Italiaanse koloniën in Oost- en Noord-Afrika waren inmiddels door de geallieerden veroverd, werd de Orde niet meer verleend.

## Gedecoreerden
- Erhard Milch, (Grootkruis)
- Emilio De Bono, (Grootkruis)
- Hans Hecker
- Benito Mussolini
- Arturo Riccardi, (Commandeur)
- Hans Hecker, (Commandeur)
- Hans Cramer, (Commandeur)